# ألبرشت شايفر
ألبرشت شايفر (بالألمانية: Albrecht Schaeffer)‏ (و. 1885 – 1950 م) هو كاتب، وشاعر ألماني، ولد في البلنغ، توفي في ميونخ، عن عمر يناهز 65 عاماً، بسبب نوبة قلبية.

## التعليم
تعلم في جامعة هومبولت في برلين، وتعلم في جامعة ماربورغ، وتعلم في جامعة لودفيغ ماكسيميليان في ميونخ
.

## روابط خارجية
- ألبرشت شايفر على موقع مونزينجر (الألمانية)